# Astragalus greuteri
Astragalus greuteri är en ärtväxtart som beskrevs av Bacch. och Salvatore Brullo. Astragalus greuteri ingår i släktet vedlar, och familjen ärtväxter. Inga underarter finns listade i Catalogue of Life.